# Perchloration
La perchloration, appelée aussi chlorolyse, est un procédé chimique utilisé pour la production du tétrachlorométhane à partir de composés organiques chlorés. Ce procédé combine 2 types de réaction: la réduction de la taille des molécules et leur chloration. Les réactifs sont en général des hydrocarbures chlorés de petite taille (<C3) issus d'autres procédés de chloration.
Le procédé consiste à chauffer à haute température (500 à 700 °C) un mélange d'hydrocarbures et de chlore. Le produit de cette réaction est un mélange de tétrachlorométhane et de tétrachloroéthène. Une relation d'équilibre contrôle la concentration entre ces 2 produits et par un choix optimal des conditions du procédé (haute pression notamment), la concentration de tétrachlorométhane peut atteindre 70 %. Une meilleure conversion en tétrachlorométhane est possible en utilisant un recyclage.
Le mélange final contient une faible quantité (1-7 %) d'hexachloroéthane, d'hexachlorobutadiène et d'hexachlorobenzène.
Ce procédé est principalement utilisé actuellement pour le traitement de déchets organiques chlorés et dans une moindre mesure pour la production du tétrachlorométhane qui a vu sa demande sur le marché diminuée fortement après l'interdiction des CFCs.